# Megasema adela
Megasema adela là một loài bướm đêm trong họ Noctuidae.